# Мериново (Ярославская область)
Мериново — деревня в Переславском районе Ярославской области России. На уровне муниципального устройства входит в состав городского округа Переславль-Залесский. До 2018 года входила в состав Копнинского сельского округа Нагорьевского сельского поселения. Впервые упоминается в 1593 году.

## География
Деревня находится в южной части области, на севере-западе района, в зоне хвойно-широколиственных лесов, недалеко от левого берега реки Нерль, на расстоянии примерно 35 километров (по прямой) от города Переславль-Залесский, административного центра района.
Ближайший населённый пункт — деревня Желтиково в полукилометре восточнее.

### Климат
Климат характеризуется как умеренно континентальный, с умеренно холодной зимой и относительно тёплым влажным летом. Среднегодовая температура воздуха — 3,5 °C. Средняя температура воздуха самого холодного месяца (января) — −13,3 °C (абсолютный минимум — −39,5 °C); самого тёплого месяца (июля) — 18 °C (абсолютный максимум — 37 °C). Безморозный период длится около 214 дней. Годовое количество атмосферных осадков составляет около 646 мм, из которых большая часть выпадает в тёплый период. Снежный покров держится в среднем в течение 151 дня.

## История
Впервые упоминается в 1593 году, как деревня с 20 дворами и 80 четвертями пашни. После разгрома поляков, 19 ноября 1618 года, в деревне Мериново состоялось сражение с отрядом польского королевича Владислава. После боя в деревне уцелело всего 7 человек. До 1764 года село, как и вся округа, было приписано к Троице-Сергиеву монастырю, а после секуляризации перешли в казну. С 1778 по 1929 год Мериново входило в Копнинскую волость Владимирской губернии.

## Население
| 1859 | 1905 | 1926 | 2007 | 2008 | 2010 |
| ---- | ---- | ---- | ---- | ---- | ---- |
| 131  | ↗263 | ↗314 | ↘19  | →19  | ↘17  |

## Известные уроженцы, жители
- Смуров, Фёдор Филиппович (ок. 1830 — не ранее 1861) — русский поэт-самоучка.

## Инфраструктура
Частично застроена дачными поселениями.